# CStar
CStar es un canal de televisión generalista francés, propiedad de Groupe Canal+. El canal puede verse a través de la TDT.
De acuerdo a la decisión que tomó Groupe Canal+, se cambió el nombre del canal el 5 de septiembre de 2016 de D17 por el de CStar.

## Historia

### D17 (octubre de 2012 a septiembre de 2016)
El 5 de septiembre de 2011 Groupe Canal+ anuncia su intención de adquirir el 60% del grupo Bolloré (con una opción de compra del 100% en tres años), lo que lo convertiría en el nuevo propietario de Direct 8 y Direct Star. Esta transacción debe ser validada por la Autoridad de la Competencia para ser finalizada. Con motivo del anuncio de la adquisición, Bertrand Meheut anunció en una entrevista concedida al periódico  Les Echos , la evolución que se iba a producir en la programación de las dos cadenas "gradualmente de acuerdo con su línea editorial actual y la del grupo Canal+ ". El acuerdo fue firmado oficialmente entre los dos grupos en diciembre de 2011.
En enero de 2012, Ara Aprikian fue designado para dirigir los nuevos canales gratuitos de Groupe Canal+. Es responsable en particular de la transformación e integración de Direct Star con el estilo y la línea editorial de Canal+. Propuso al Consejo Superior Audiovisual de Francia (CSA) una futura reducción de un 25% en el tiempo de emisión reservado a programas musicales en el canal, un ⅓ reducción del tiempo de emisión actualmente reservado para la música. En marzo de 2012, Canal + presenta sus propuestas en términos de derechos cinematográficos en películas, eventos deportivos y publicidad a la Autoridad de la Competencia para que éste autorice la recompra.
El 23 de julio de 2012, la Autoridad de la Competencia aceptó la adquisición de Direct 8 y Direct Star, bajo condiciones, por el grupo Canal +  y el Consejo superior Audiovisual (CSA) validó la operación el 18 de septiembre de 2012.
El Groupe Canal+ decide renombrar la cadena a D17. El cambio ocurre el domingo 7 de octubre de 2012 a las 20:45, después del lanzamiento de Dragon Ball Z.
El 23 de diciembre de 2013 el Conseil d'etat cancela la autorización de recompra de Direct 8 y Direct Star por Canal + tras la denuncia de los grupos Groupe TF1 y Groupe M6. Sin embargo, esta decisión, que se basa en un defecto formal y considerando esta reapertura como "parcialmente ilegal", por lo que no se cancela la transacción. Canal + luego tiene un período de seis meses para corregir estos errores y presentar su caso al Consejo Superior Audiovisual de Francia (CSA).
En junio de 2015, la cadena comenzó sus emisiones en Alta Definición.

### CStar (Desde septiembre de 2016)
En septiembre de 2015, el presidente del Consejo de dirección de Groupe Canal+, Vincent Bolloré, anunció que las cadenas gratuitas D17, D8 e I-télé serán renombradas próximamente para convertirse en CStar, C8 y CNews con la finalidad de identificarlos con Canal+. El cambio de identidad se produjo finalmente el 5 de septiembre de 2016.

## Identidad Visual

### Logotipo

Logo desde el 5 de septiembre de 2016.

### Eslóganes
- Desde el 7 de octubre de 2012 : « La chaîne musicale et entertainment » (La cadena musical y de entretenimiento).

## Programación
La parrilla de CStar está compuesta esencialmente de programas musicales, dado que conserva el formato musical impuesto por el Consejo Superior Audiovisual (CSA). Además emite magacines, documentales, conciertos, series y animes japoneses.

## Audiencias
|      | Enero | Febrero | Marzo | Abril | Mayo  | Junio | Julio | Agosto | Septiembre | Octubre | Noviembre | Diciembre | Media anual |
| ---- | ----- | ------- | ----- | ----- | ----- | ----- | ----- | ------ | ---------- | ------- | --------- | --------- | ----------- |
| 2012 |       |         |       |       |       |       |       |        |            | 1,2 %   | 1,2 %     | 1,3 %     | 1,2 %       |
| 2013 | 1,2 % | 1,2 %   | 1,2 % | 1,3 % | 1,4 % | 1,3 % | 1,3 % | 1,3 %  | 1,3 %      | 1,2 %   | 1,2 %     | 1,3 %     | 1,3 %       |
| 2014 | 1,1 % | 1,1 %   | 1,2 % | 1,2 % | 1,3 % | 1,2 % | 1,1 % | 1,3 %  | 1,1 %      | 1,1 %   | 1,0 %     | 1,2 %     | 1,2 %       |
| 2015 | 1,1 % | 1,1 %   | 1,1 % | 1,2 % | 1,3 % | 1,2 % | 1,1 % | 1,2 %  | 1,2 %      | 1,2 %   | 1,2 %     | 1,2 %     | 1,2 %       |
| 2016 | 1,1 % | 1,1 %   | 1,2 % | 1,3 % | 1,3 % | 1,2 % | 1,3 % | 1,2 %  | 1,3 %      | 1,2 %   | 1,2 %     | 1,2 %     | 1,2 %       |
| 2017 | 1,1 % | 1,1 %   | 1,1 % | 1,2 % | 1,2 % | 1,2 % | 1,3 % | 1,3 %  | 1,2 %      | 1,1 %   | 1,2 %     | 1,1 %     | 1,2 %       |

Fuente: Médiamétrie

Leyenda :
Fondo verde : mejor dato histórico.
Fondo rojo : peor dato histórico.